# Louis Ier (roi d'Espagne)
Pour les articles homonymes, voir Louis Ier.
Louis Ier (Luis I en espagnol), né le 25 août 1707 à Madrid et mort le 31 août 1724 dans la même ville, fils aîné de Philippe V d'Espagne et de Marie-Louise-Gabrielle de Savoie, est roi d'Espagne du 15 janvier au 31 août 1724. Il est le premier roi d'Espagne de la dynastie Bourbon à être né à Madrid.

## Biographie

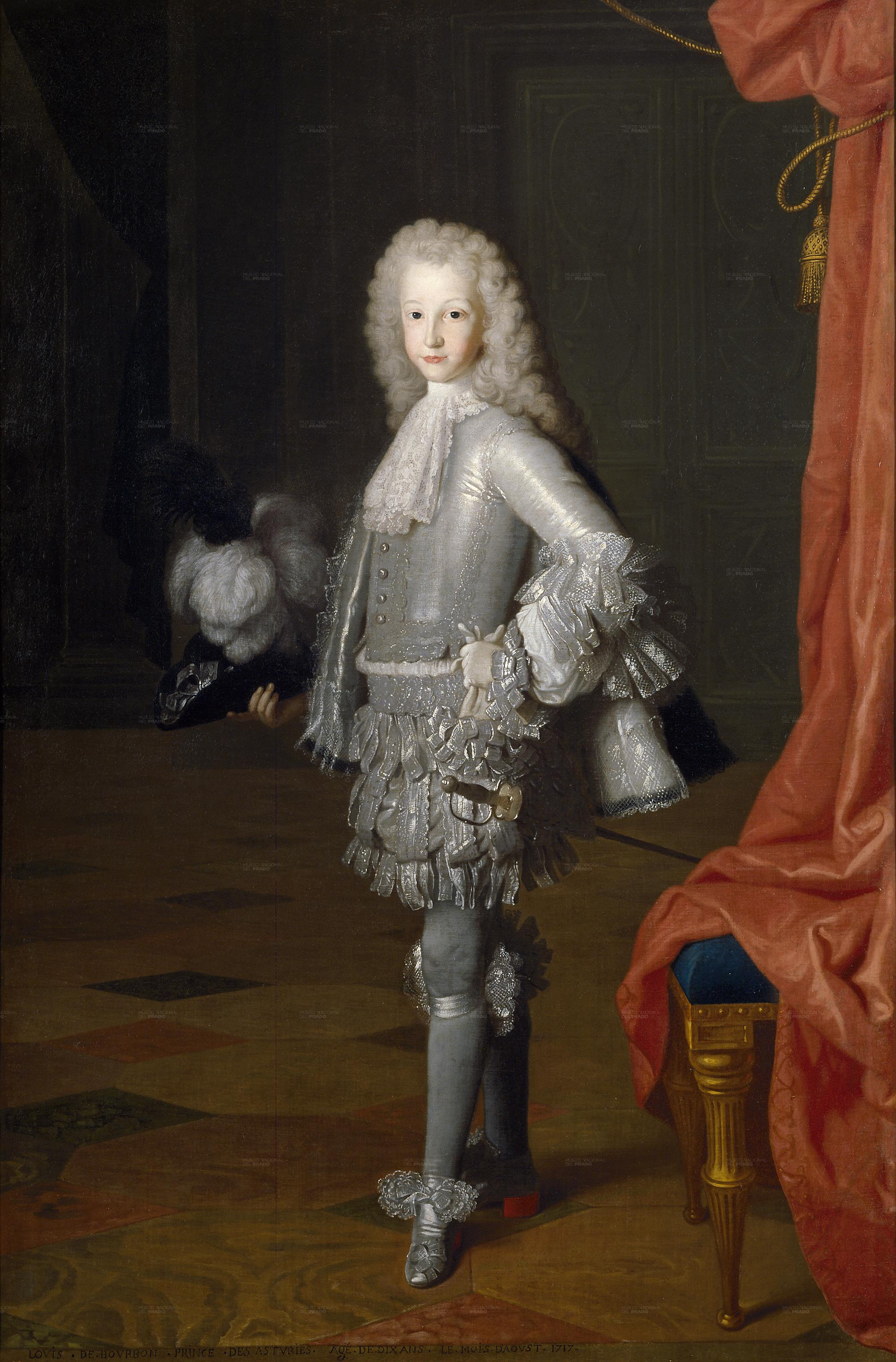
Louis, prince des Asturies, par Michel-Ange Houasse, 1717.

Le prince naît le matin du 25 août 1707, au palais du Buen Retiro, à Madrid, et le roi Philippe V le présente immédiatement présenté à la Cour et au peuple madrilène depuis le balcon du palais. 
Louis est fait prince des Asturies, héritier présomptif du trône de son père.
Cependant, le baptême du prince doit être retardé car le duc d'Orléans est alors en guerre et doit retourner à Madrid pour représenter le parrain du prince, le roi Louis XIV. Après la conquête de Lérida le 14 novembre, le baptême est fixé au 8 décembre à 15 heures, avec une pompe royale. Le cardinal Portocarrero préside la cérémonie à la chapelle royale, à laquelle assistent un grand nombre de courtisans. La marraine est la duchesse d'Orléans, représentée par la dame d'honneur royale et également nourrice du prince.

Louis grandit en bonne santé et le 7 avril 1709, à l'âge de deux ans, il est officiellement proclamé héritier du trône dans l'église Saint-Jérôme-le-Royal de Madrid, devant toute la noblesse. Le 1er juillet, Louis contracte la varicelle, ce qui inquiète tellement sa mère qu'un jour plus tard, elle donne naissance prématurément à un deuxième fils, prénommé Philippe. Cependant, Philippe décède quelques jours après, tandis que Louis se rétablit rapidement. Au même moment, la guerre de Succession d'Espagne fait rage, mais les Bourbons reprennent peu à peu le dessus à la fin de 1710.

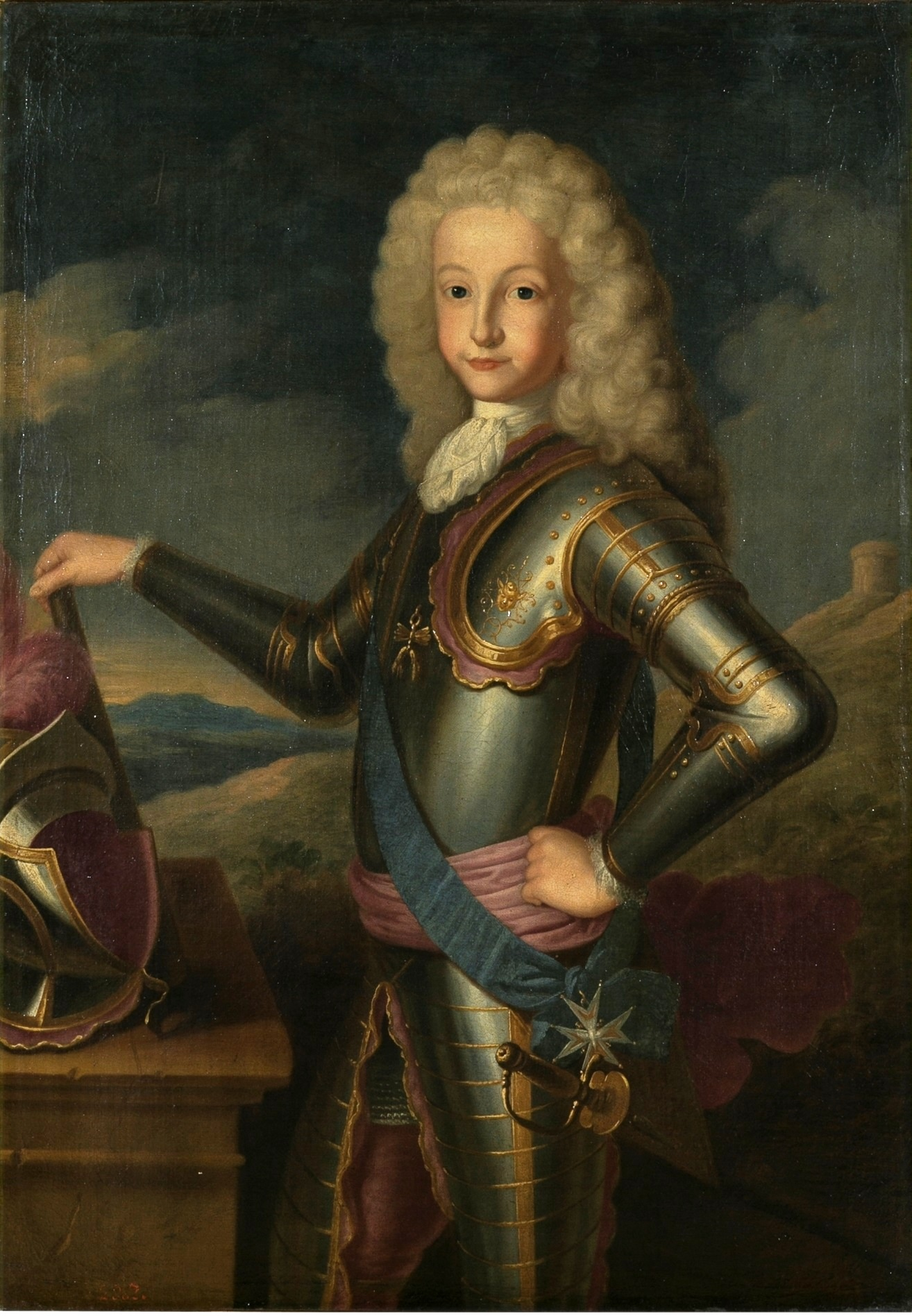
Louis Ier en armure à 10 ans, par Michel-Ange Houasse.

Il n'a que six ans lorsque sa mère meurt, le 14 février 1714. Le 24 décembre suivant, Philippe V se remarie avec Élisabeth Farnèse, jeune héritière du duché de Parme.
En 1720, le roi souhaite mettre un terme à la guerre de la Quadruple-Alliance et propose un double mariage : sa fille, l'infante Marie-Anne-Victoire d'Espagne, âgée de trois ans, épouserait Louis XV de France, et son fils et héritier, Louis, épouserait une des filles du Régent. Ce qui était opportun, car en tant qu'héritier du vaste empire espagnol, mais aussi d'une nouvelle dynastie, Louis se devait de prendre une épouse dès que possible.
Malgré un accueil plutôt froid de la famille royale espagnole, et en particulier par Élisabeth Farnèse, qui voit ainsi la couronne d'Espagne s'éloigner de la tête de ses propres enfants, le mariage est célébré par procuration, en novembre 1721 à Paris. Le 20 janvier 1722, à Lerma, Louis rencontre son épouse Louise-Élisabeth d'Orléans, fille de Philippe d'Orléans, régent du royaume de France et de Françoise de Bourbon. La mariée apporte une dot énorme de quatre millions de livres, mais elle n'a que douze ans et refuse de paraître à la cour d'Espagne et même de parler à son mari. Le mariage reste sans postérité.

## Règne
Le 15 janvier 1724, après l'abdication de son père, Louis accède au trône d'Espagne. Plus préoccupé par les fêtes et à placer ses amis, le règne de Louis, à peine endeuillé par la mort de son arrière-grand-mère Marie-Jeanne-Baptiste de Savoie, duchesse douairière de Savoie, est de courte durée, puisqu'il décède de la variole sept mois plus tard. Philippe V reprend alors les rênes du royaume (jusqu'à sa mort en 1746), tandis que Louise-Élisabeth est renvoyée à Paris, où elle meurt dans l'oubli à 32 ans, en 1742.
Louis est inhumé dans le panthéon royal du monastère du palais de l'Escurial.

## Titres
En juin 1724 : Don Louis premier, par la grâce de Dieu, roi de Castille, de Léon, d'Aragon, des Deux-Siciles, de Jérusalem, de Portugal, de Navarre, de Grenade, de Tolède, de Valence, de Galice, de Majorque, de Séville, de Sardaigne, de Cordoue, de Corse, de Murcie, de Jaen, des Algarves, d'Algeciras, de Gibraltar, des îles Canaries, des îles des Indes orientales et la partie continentale de la mer océanne, archiduc d'Autriche, duc de Bourgogne, de Brabant et de Milan, comte de Habsbourg, de Flandre, de Tyrol et de Barcelone, Seigneur de Biscaye et de Molina.

## Cinéma
- Dans le film L'Échange des princesses (2017), il est joué par Kacey Mottet-Klein.
- Dans la série La Guerre des trônes, la véritable histoire de l'Europe (2021), il est joué par Mirza Kilic.
- Dans la série La Cuisinière de Castamar (2021), il est joué par Óscar Ortuño.